# Amt Allendorf an der Lumda
Das Amt Allendorf an der Lumbda war ein Amt der Landgrafschaft Hessen und zuletzt des Großherzogtums Hessen.

## Funktion
In Mittelalter und Früher Neuzeit waren Ämter eine Ebene zwischen den Gemeinden und der Landesherrschaft. Die Funktionen von Verwaltung und Rechtsprechung waren hier nicht getrennt. Dem Amt stand ein Amtmann vor, der von der Landesherrschaft eingesetzt wurde. 

## Geschichte
Bei der Landesteilung nach dem Tod des Landgrafen Philipp I., des Großmütigen, 1567 fiel das Amt an die neu gebildete Landgrafschaft Hessen-Marburg und nach Aussterben dieser Zweiglinie 1604, Erbstreitigkeiten, einem Vertrag 1627 zwischen den Marburger Erben, der Landgrafschaft Hessen-Kassel und der Landgrafschaft Hessen-Darmstadt, sowie fortgesetzten Erbstreitigkeiten (Hessenkriegen) fiel es endlich 1648 mit dem Westfälischen Frieden endgültig an Hessen-Darmstadt, das dann 1806 zum Großherzogtum Hessen avancierte. Zum Amt gehörte das Patrimonialgericht Londorf, ein Patrimonialgericht der Herren Nordeck zur Rabenau.
1821 kam es zu einer Justiz- und Verwaltungsreform, mit der auch die Trennung der Rechtsprechung von der Verwaltung auf unterer Ebene umgesetzt wurde. Die Ämter wurden aufgelöst, ihre Aufgaben hinsichtlich der Verwaltung neu gebildeten Landratsbezirken, die erstinstanzliche Rechtsprechung Landgerichten übertragen. Die Verwaltungsaufgaben des Amtes Allendorf an der Lumbda wurden auf den Landratsbezirk Gießen, die Aufgaben der Rechtsprechung auf das Landgericht Gießen übertragen.

## Bestandteile
Bei Gründung des Großherzogtums Hessen 1806 bestand das Amt Allendorf an der Lumbda aus
- der Stadt Allendorf (Lumda) und
- dem Gericht Londorf, bestehend aus
  - Allertshausen,
  - Climbach,
  - Geilshausen,
  - Kesselbach,
  - Londorf,
  - Odenhausen,
  - Rüddingshausen und
  - Weitershain.

## Recht
Im Amt Gießen galt das Gemeine Recht. Es behielt seine Geltung als Partikularrecht auch im gesamten 19. Jahrhundert während der Zugehörigkeit des Gebietes zum Großherzogtum Hessen und wurde erst zum 1. Januar 1900 von dem einheitlich im ganzen Deutschen Reich geltenden Bürgerlichen Gesetzbuch abgelöst.